# Resolutie 414 Veiligheidsraad Verenigde Naties
Resolutie 413 van de Veiligheidsraad van de Verenigde Naties werd zonder stemming aangenomen op de 2032ste vergadering van de VN-Veiligheidsraad op 15 september 1977.

## Achtergrond
In 1964 was voor het eerst geweld uitgebroken tussen de Griekse en de Turkse bevolkingsgroep op Cyprus. De Verenigde Naties stuurden een vredesmacht naar het eiland om de twee uit elkaar te houden. Tien jaar later liepen de spanningen opnieuw hoog op na een Griekse poging tot staatsgreep en de daaropvolgende invasie door Turkije. Die richtten in het noordelijke deel van Cyprus een eigen staat op voor de Turkse inwoners, de Turkse Republiek Noord-Cyprus.

## Inhoud
De Veiligheidsraad:
- Heeft de kwestie-Cyprus overwogen als antwoord op een brief van Cyprus.
- Denkt aan de noodzaak om snel vorderingen te maken.
- Herinnert aan zijn vorige resoluties, in het bijzonder 365 en 367.
- Merkt op dat niet aan een regeling wordt gewerkt in de nieuwe regio Famagusta.
- Merkt ook de verklaringen van de betrokkenen en de secretaris-generaal inzake deze ontwikkelingen op.

1. Is bezorgd over de ontstane situatie.
2. Roept te betrokkenen op geen acties te ondernemen die het vinden van een oplossing kunnen ondermijnen en te blijven samenwerken om de doelstellingen van de Veiligheidsraad te halen.
3. Herbevestigt nogmaals resolutie 365 en roept op om deze resolutie en resolutie 367 uit te voeren.
4. Is bezorgd over het gebrek aan vooruitgang in de communautaire gesprekken.
5. Roept de vertegenwoordigers van de twee gemeenschappen op de onderhandelingen snel te hervatten.
6. Vraagt de secretaris-generaal om de Veiligheidsraad op de hoogte te houden.

## Verwante resoluties
- Resolutie 401 Veiligheidsraad Verenigde Naties
- Resolutie 410 Veiligheidsraad Verenigde Naties
- Resolutie 422 Veiligheidsraad Verenigde Naties
- Resolutie 430 Veiligheidsraad Verenigde Naties

Lijst ·  403 ·  404 ·  405 ·  406 ·  407 ·  408 ·  409 ·  410 ·  411 ·  412 ·  413 ·  414 ·  415 ·  416 ·  417 ·  418 ·  419 ·  420 ·  421 ·  422